# جون بیکنل
جون بیکنل (انگلیسی: Joan Bicknell) (زاده: ۱۰ آوریل ۱۹۳۹ – درگذشته: ۱۲ ژوئیه ۲۰۱۷) بیکنل اولین استاد روانپزشکی زن بریتانیائی است. او در دانشگاه سن جورج لندن کار می‌کرد.

## جوانی و تحصیلات
جون بیکنل در یک خانواده کارگری در آیزول‌وورث یکی از محلات لندن به دنیا آمد. پدرش آلبرت بنا بود و بعداً در ارتش انگلستان در گروه خنثی‌سازی بمب استخدام شد.

## فعالیت‌ها
بیکنل در دانشگاه سن جورج لندن کار می‌کرد و پیشگام حمایت از معلولین فکری و ناتوانی در فراگیری بود. او با اقدامات خشونت‌آمیز و بیرحمی در تیمارستانها مقابله می‌کرد و یک مدافع حقوق بشر نسبت به افراد عقب افتاده بود، و هرگز درمان پزشکی دربارهٔ این افراد را قبول نداشت. او مبتکر تأسیس بیمارستانهای چند منظوره و رسیدگی به بیماران روانی بر مبنای روابط اجتماعی و مناسبات انسانی بود.

## پایان زندگی
بیکنل در سن ۵۰ سالگی بازنشسته شد و به شهر دورست و در مزرعه‌ای که برای کودکان معلول ترتیب داده شده بود تا با حیوانات بازی و سرگرم باشند، رفت. او از بیماری آسم و چند مشکل دیگر رنج می‌برد، و دست آخر هم روانی شد و سرانجام در اثر بیماری سرطان در شهرک استالبریج در سن ۷۸ سالگی درگذشت.